# Симон, Алина
Алина Симон (урождённая Алина Александровна Виленкина; род. 1974, Харьков, Украинская ССР, СССР) — американская писательница, журналистка, автор-исполнитель. Известна в числе прочего кавер-версиями песен Янки Дягилевой и автобиографическими очерками «You Must Go And Win» (с англ. — «Ты должен пойти и победить»). Блогер The New York Times.

## Биография
Алина родилась в Харькове в семье физика Александра Виленкина и Инны Симон. В 1976 году отец вместе с семьёй эмигрировал в США. Детство Алина провела в Массачусетсе, где изучала фотографию в школе искусств.
После окончания образования Алина переехала в Остин (штат Техас) где зарабатывала в качестве уличного музыканта, исполняя свои песни. В 2005 году она записывает свой дебютный мини-альбом Prettier in the Dark. За ним в 2007 году следует альбом Placelessness. Певица перебирается в Бруклин, и в 2008 году записывает альбом каверов Янки Дягилевой Everyone is Crying Out to Me, Beware (с англ. — «Мне все кричат: „Берегись!“»).
В 2011 году Алина Симон родила дочь Зою (её муж — философ Джошуа Ноб), записала следующий диск собственных песен Make Your Own Danger, а из печати выходит её дебютная книга You Must Go and Win. В июне 2013 года появляется её роман Note to Self, а в 2016 году книга «Madonnaland. And Other Detours into Fame and Fandom».

## Дискография
- Prettier in the Dark[9] (Fractured Discs, 2005)
- Placelessness[10][11] (54º40' Or Fight!, 2007)
- Everyone Is Crying Out to Me, Beware[12][13][14][15] (54º40' Or Fight!, 2008)
- Alina Simone / The Black Swans[англ.] — Snowfall & Starlight / Country Cookie No. 3 (7", Ltd) (Sunken Treasure Records, 2009)
- Raw Demos (2002—2008) (Self-Released, 2011)
- Make Your Own Danger[англ.][16][17] (Pentar Records, 2011)